# 핵폭발

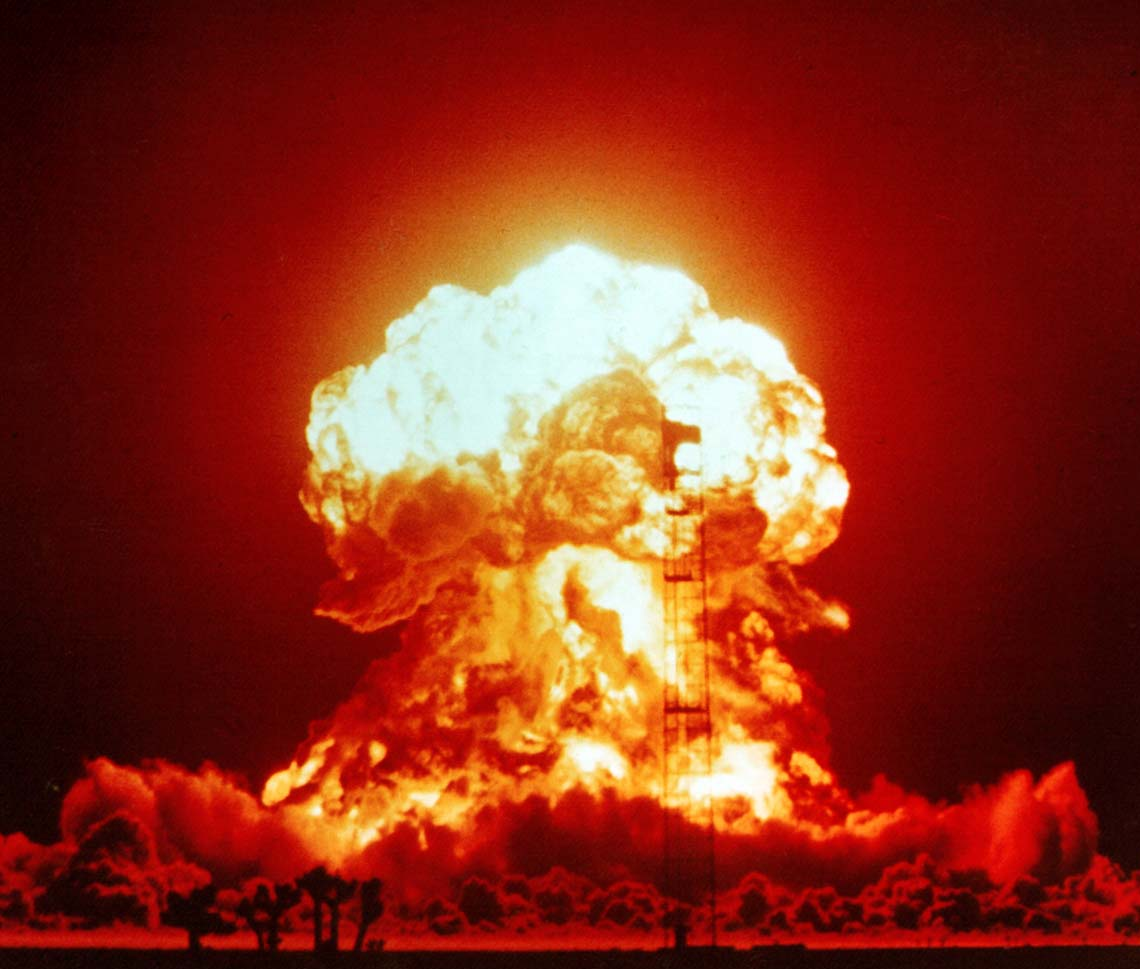
실험명 "배저"로 1953년 4월 18일 네바다 핵실험장에서 있었던 23킬로톤 크기의 핵폭탄

핵폭발(核爆發)은 핵반응이 빠르게 일어나 급작스럽게 에너지가 터져버리는 것을 뜻한다. 종류는 핵분열과 핵융합으로 나눌 수 있고, 대기권에서의 핵폭발은 버섯구름을 만들고, 주변을 광범위하게 방사선과 방사능 입자로 오염시킨다. 핵폭발시의 엄청난 에너지를 이용한 원자폭탄, 수소폭탄 등의 핵무기가 만들어져 있다.

## 역사
1905년 독일 대학에서 물리학을 강의하던 알베르트 아인슈타인은 물질이란 결속된 에너지에 불과하다고 주장하면서, 이 관계를 {\displaystyle E=mc^{2}\;}이라는 에너지 법칙으로 표현하는 특수 상대성 이론을 발표하고, 어떤 물질 1g를 모두 에너지로 바꿀 수 있다면 TNT 100만ton이 폭발할 때와 같은 위력의 에너지를 얻을 수 있을 것이라고 설명하였다.
2차대전이 한창이던 1938년 가을 독일에서 스트라우스 만과 오토 한 등의 물리학자들이 우라늄 원자에 중성자를 충돌시키면 원자핵이 둘로 갈라지면서 2~3개의 중성자가 방출되는 현상을 발견하였다.
이 물리학자 중 오스트리아의 여성과학자 마이트너가 덴마크로 망명한 후 핵분열이라는 이름을 붙였으며 서구에 알려지게 되었다.
1934년 나치를 피해 미국으로 이주한 아인슈타인은 1939년 7월 루스벨트 대통령에게 원자탄의 출현을 경고하였으며, 1941년 일본의 진주만 공격 사건으로 독일에서 망명한 오펜하이머가 반장으로 임명되어 맨해튼 계획이라는 이름으로 본격적인 원자탄 개발이 시작되었다. 역시 독일에서 망명한 엔리코 페르미가 최초의 핵분열 연쇄반응을 일으키는데 성공했다.

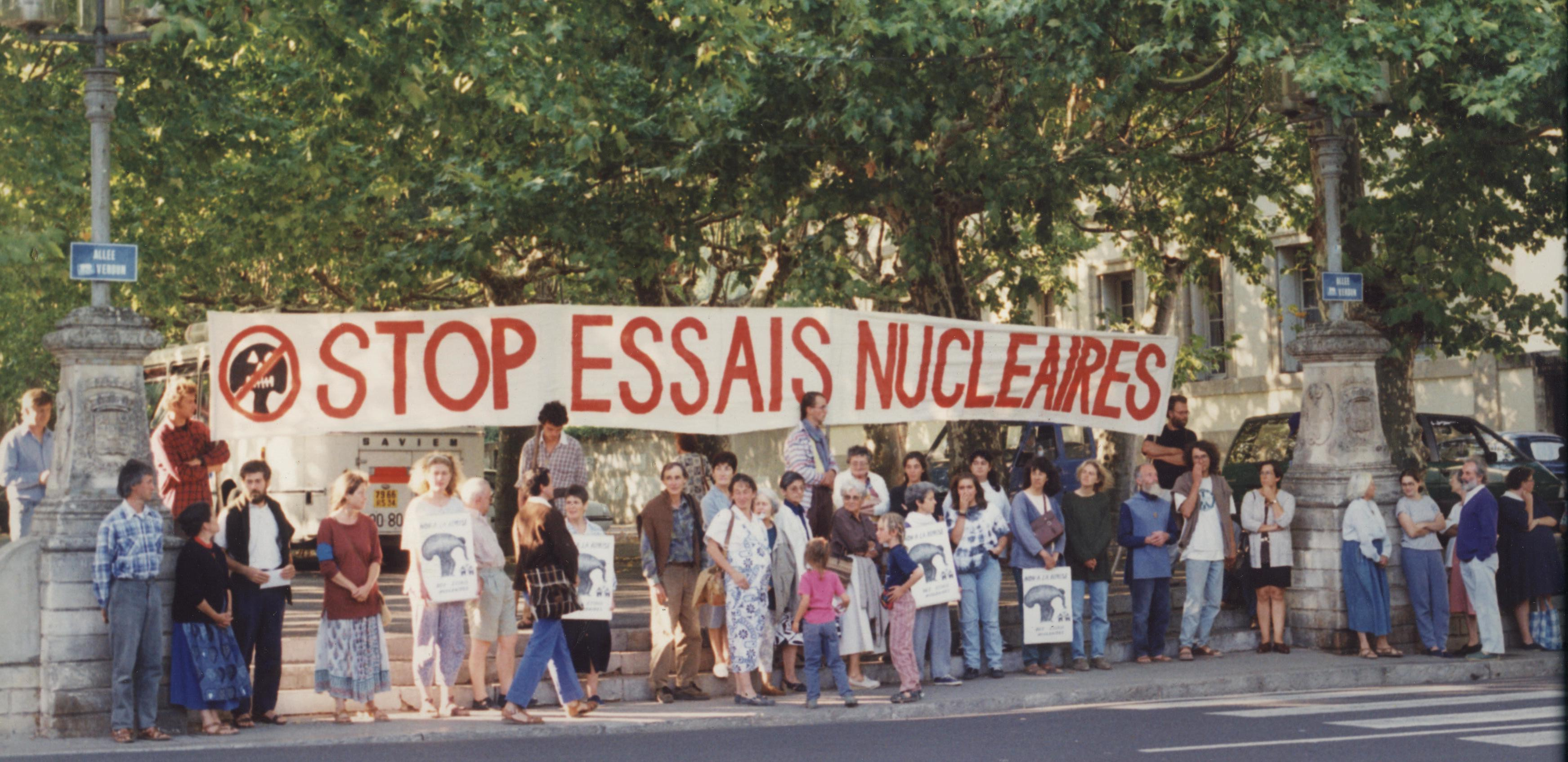
프랑스 리옹에서 핵실험 반대운동

그러나 1945년 봄에는 독일이 핵무기를 생산할 수 없다는 것이 확실시 되었으며, 이때부터 반핵운동도 시작되었으나, 트리니티라는 이름의 최초의 원자탄이 1945년 7월 16일 뉴멕시코주 알라마 고올드에서 실험 핵폭발하게 되었다.
1945년 8월 6일 일본 히로시마와 8월 9일 나가사키에 인류 최초로 핵무기로 인한 핵폭발이 실전에 쓰였다.

## 핵폭발 원리
모든 물질은 그 물질 고유 특성을 그대로 가진 최소단위인 원자 집합체이며, 원자는 각각 다른 특성을 가진 103종의 원소들 중 몇 개로 결합된 입자이다. 핵폭발의 원료로 쓰이는 우라늄, 플루토늄, 코발트는 원소의 한 종류이다. 핵폭발은 재래식 폭발과 달리 원자핵내의 반응에 따라 다른 원자핵이 생성되면서 발생하는 현상이다. 우라늄(U235)의 원자핵에 가속된 중성자를 충돌시키면 분열하면서 높은 에너지와 더불어 감마선 등의 방사선과 평균 2개의 중성자가 방출된다. 이 2개의 중성자가 다시 다른 원자핵에 충돌하는 연쇄반응이 핵분열 반응이다. 히로시마에 사용된 핵연료는 우라늄(U235)이고, 나가사키에서는 플루토늄(PU239)이 사용되었으며 둘 다 모두 순수한 핵분열탄으로 원자폭탄이다. 반면에 삼중수소와 중수소의 두 개의 원자핵이 모여 하나의 무거운 헬륨 원자핵을 만드는 핵융합을 이용한 것은 수소폭탄이다.

## 영향
핵폭발이 미치는 영향은 재래 폭발물에 의한 영향보다 훨씬 더 파괴적이고 다면적이다. 일반적인 경우 대기권 하층에서 폭발한 핵무기에서 방출되는 에너지는 크게 4가지 기본 범주로 나눌 수 있다.
- 폭발(blast)과 충격파(shockwave): 전체 에너지의 50%
- 열복사: 전체 에너지의 35%
- 이온화 방사선: 총 에너지의 5% (중성자 폭탄의 경우 더 많음)
- 잔류 방사선(낙진) : 폭발 질량을 포함한 총 에너지의 5~10%.

무기의 설계와 폭발 위치에 따라 이러한 범주 중 하나에 분배되는 에너지는 더 높아지거나 낮아질 수 있다. 물리적 폭발(blast)의 효과는 전자기 스펙트럼에 걸친 엄청난 양의 에너지가 주변 환경과 결합하여 생성된다. 폭발 환경(예: 수중, 지상, 공중, 외기권)에 따라서도 폭발과 방사선에 얼마나 많은 양의 에너지가 분배될지 결정된다. 일반적으로 물과 같이 밀도가 높은 매체로 폭탄을 둘러싸면 더 많은 에너지가 흡수되어 더 강력한 충격파를 생성하는 동시에 효력 범위는 제한된다. 핵무기가 공기로만 둘러싸여 있을 때, 폭발과 열의 효과는 폭발 수율(핵출력)이 증가함에 비례하여 방사선 효과보다 훨씬 더 빠르게 확장하며 이것이 형성하는 거품은 음속보다 빠르다. 핵무기가 물리적인 손상을 일으키는 메커니즘(폭발 및 열복사)은 재래식 폭발물과 동일하지만, 그 에너지는 일반적으로 단위 질량당 수백만 배 더 강력하고 열은 순간적으로 수천만도에 도달할 수 있다.
핵폭발로 인한 에너지는 초기에 여러 형태의 관통 방사선으로 방출된다. 주변에 공기, 암석, 물과 같은 물질이 있는 경우 이 방사선은 물질과 상호 작용하여 물질을 평형 온도까지 빠르게 가열하며, 이로 인해 주변 물질이 기화되어 급속한 팽창이 발생합니다. 이러한 팽창에 의해 생성된 운동 에너지는 중심에서 구형으로 확장되는 충격파 형성에 기여한다. 폭심지의 강렬한 열 복사는 핵 화구(nuclear fireball)를 형성하며, 폭발 고도가 충분히 낮을 경우 흔히 버섯구름을 일으킨다. 대기 밀도가 낮은 고고도 폭발에서는 대기를 밀어내는 충격파보다 이온화 감마선과 X선으로 더 많은 에너지가 방출된다.

### 직접적 영향

#### 충격파와 돌풍
폭발 순간 높은 온도와 방사선으로 인해 가스가 "유체역학적 전선"이라고 불리는 얇고 조밀한 껍질에서 방사상 바깥쪽으로 이동하게 된다. 전선은 주변 물질을 밀고 압축하여 구형으로 확장되는 충격파를 만든다. 처음에 이 충격파는 불덩어리의 표면 내부에 있는데, 이 불덩어리는 폭발의 "연성"(soft) X선에 의해 가열된 공기 덩어리에서 생성된 것이다. 1초도 지나지 않아 조밀한충격파가 불덩어리를 가리고 계속해서 지나가며, 불덩어리에서 벗어나 바깥쪽으로 확장되어 핵폭발에서 나오는 빛을 감소시킨다. 결과적으로 충격파가 사라지면서 이 상호작용으로 발생된 특유의 이중 섬광이 보이게 된다.
핵폭발로 인한 파괴 피해는 대부분 물리적 폭발 효과에 의한 것이다. 강화된 구조물이나 방폭 구조물을 제외한 대부분의 건물은 35.5 킬로파스칼(kPa) (5.15 psi)의 과압으로 "보통 정도의 손상"을 입는다. 일본 핵폭발 조사에서 얻은 데이터에 따르면 8psi (55kPa)의 압력이면 모든 목조 및 벽돌 주거건물이 파괴되는데, 이를 "심각한 손상"을 일으키는 수준의 압력으로 정의하는 것은 합리적이다.
폭발이 일으키는 돌풍은 해수면고도에서 1,000km/h (300m/s)를 초과하여 공기 중의 음속과 비슷할 수 있다. 폭발 효과의 범위는 무기의 폭발력에 따라 증가하며 폭발 고도에 따라 달라진다. 기하학적으로 예상되는 바와 달리 폭발 범위는 표면 또는 저고도 폭발에서 최대가 아니며 "최적 폭발 고도"까지 고도에 따라 증가하다가 더 높은 고도에서는 급격히 감소하는데, 이는 충격파의 비선형적 거동 때문이다. 공기 폭발로 인한 폭발파는 지면에 도달하면 반사되며 특정 반사각 이하에서는 반사파와 직접파가 합쳐져 강화된 수평파를 형성한다. 이는 보강간섭의 일종으로 Mach stem이라고도 불린다. 이로 인해 각 목표 과압에 대해 지상 목표에 대한 폭발 범위가 최대화되는 특정 최적 폭발 높이가 있다.
핵폭발로 인한 대부분의 물질적 피해는 높은 정압(static overpressure)과 폭발 돌풍(blast wind)의 조합으로 발생한다. 폭발파의 긴 압축이 구조물을 약화시키고, 폭발풍에 의해 구조물이 찢어진다. 압축, 진공, 항력(drag) 단계는 합쳐서 몇 초 이상 지속될 수 있으며 가장 강력한 허리케인보다 몇 배 더 큰 힘을 발휘한다.
충격파는 인체에도 작용하여 신체조직에서 압력파를 발생시킨다. 이러한 파동은 주로 밀도가 다른 조직(뼈와 근육) 사이의 접합부나 조직과 공기 사이의 경계면을 손상시키는데, 특히 공기가 들어 있는 폐와 복강이 손상된다. 손상은 심각한 출혈이나 공기 색전증을 유발하며 둘 중 하나로 빠르게 사망을 일으킬 수 있다. 폐를 손상시키는데 필요할 것으로 추정되는 과압은 약 70kPa이다. 22kPa(0.2atm) 부근에서 간혹 고막 파열이 일어날 수 있고 90~130kPa(0.9~1.2atm) 사이에서는 반수(半數)의 고막 파열이 일어난다.

#### 열복사
핵무기는 가시광선, 적외선, 자외선 형태로 다량의 열복사를 방출하는데 이를 섬광(flash)이라고 한다. 열 복사는 무기의 출력에 따라 폭발 시 방출되는 에너지의 35~45%를 차지한다. 이로 인한 가장 큰 위험은 화상과 눈 부상이다. 대부분 대기를 투과하므로 맑은 날에는 폭발 범위를 훨씬 넘어서 피해가 발생할 수 있다.
열복사가 초기에 화재를 일으킬 수도 있으나 폭발파에 따른 다음 돌풍이 이러한 화재를 대부분 진압한다. (핵출력이 매우 높아 열 효과의 범위가 폭발 범위를 훨씬 능가하는 경우는 예외이다. 폭발 효과의 강도는 거리의 3승에 비례하여 감소하고, 방사선 효과의 강도는 거리의 2승에 비례하여 감소하기 때문이다.) 아침식사 시간에 기습적으로 일어난 히로시마 폭발에서 확인된 바와 같이 도시 지역에서는 폭발로 인한 전기 합선, 가스 점화, 전복된 스토브 등 여러 점화원에 의해 화재가 시작될 수 있으므로 열복사에 의해 점화된 화재가 진압되는 효과는 의미가 없다. 그러나 현대 도시의 불연성 벽돌 및 콘크리트로 이루어진 건물에서 붕괴 효과로 이러한 2차 화재가 스스로 꺼질지는 확실하지 않다. 특히 현대 도시 경관의 은폐 효과로 인해 열 및 폭발의 전달은 지속적으로 방해받는다. 화재 전문가들은 히로시마와 달리 (미국 기준) 현대 도시 설계 및 건설의 특성으로 인해 현대에는 핵폭발 이후 화재 폭풍이 발생하지 않을 것이라고 추정한다.

## 형태

### 고공폭발
지표면에서 33 km 이상 공중에서 폭발하는 것으로 열복사선의 형태로 전환되는 에너지 비율이 저고도폭발보다 크다. 1958년부터 1962년 사이에 미국에서는 태평양과 남극에서, 소련은 우주기지국이 있는 카푸스틴 야르에서 실험했다.

### 공중폭발
지표면에서 33 km 아래이나 화구가 지표면과 접촉하지 않을 정도의 고도에서 폭발하는 것으로 충격에너지는 거의 폭풍의 형태로 나타난다. 발생되는 열복사선은 상당한 거리를 이동하게 된다.

### 표면폭발
화구가 지면 또는 수면과 접촉하는 방법이다. 방사선 구름에 지상의 오물과 파편들이 많이 흡수되어 방사능 낙진의 독성으로 넓은 범위까지 오염을 발생시킨다.

### 표면하폭발
지표면이나 수면 아래에서 일어나는 핵폭발이다. 열복사선은 대부분 주변의 토양이나 물에 의해 흡수되나, 핵방사선은 기화된 폭탄 잔재물과 암석 등을 함유하는 극고온, 극고압 구체가 형성되어 그 중 상당량이 낙진화 한다.

## 같이 보기
- 핵무기
- 핵실험
- 핵분열
- 우라늄